# 結証
「結証」（けっしょう）は、日本のポップ・ロック・バンドである緑黄色社会の楽曲。作詞をボーカル・ギターの長屋晴子、作曲をギターの小林壱誓が手がけた本作は、「形のないものこそ信じ抜いて守っていくべき大切なもの」をテーマに、読売テレビ・日本テレビ系アニメ『半妖の夜叉姫』の1月クールエンディングテーマとして制作された。
2021年2月3日にSony Music Labelsの社内レーベルEpic Records Japanより3枚目のシングルとして発売された。シングルのカップリング曲として「LADYBUG」と「Copy」が収録され、期間生産限定盤ではTVサイズ版「結証 -TV Edit-」が追加収録された。オリコン週間アニメシングルランキングで最高位8位、オリコン週間シングルランキングで最高位15位を記録した。

## 背景・リリース
2020年12月5日、読売テレビ・日本テレビ系アニメ『半妖の夜叉姫』の1月クールエンディングテーマが「結証」に決定したことが発表された。長屋は当たり前のように私の生活の中にあった『犬夜叉』、そしてその世界観を受け継ぐ『半妖の夜叉姫』にこのうような形で携わることができ、とても嬉しく思っています。運命、絆、愛情、友情。形のないものこそ信じ抜いて守っていくべき大切なものなのではないかと思っています。楽曲に込めた大切なメッセージを、アニメと共に全世界に届けていきたいですと語っている。
2021年1月9日、シングル『結証』が2021年2月3日にSony Music Labelsの社内レーベルEpic Records Japanより3枚目のシングルとして発売されることが発表された。初回生産限定盤、期間生産限定盤、通常盤の3形態で発売され、初回生産限定盤には2020年7月24日に開催された配信ライブ『SINGALONG tour 2020 -夏を生きる-』のライブ映像をノーカットで収録したBlu-ray、期間生産限定盤には『半妖の夜叉姫』のクレジットなしのエンディング映像を収録したBlu-rayが付属。また、期間生産限定盤のジャケットは、『半妖の夜叉姫』のメインキャラクターである日暮とわ・せつな・もろはの描き下ろしイラストが使用される。
2021年1月16日に表題曲の先行配信が開始された。
2021年2月6日にアコースティック・ライヴ『奏でた音の行方 vol.3 -結証-』が生配信され、本作のアコースティック・バージョンが披露された。

## 制作
「結証」は、読売テレビ・日本テレビ系アニメ『半妖の夜叉姫』の1月クールエンディングテーマとして書き下ろされたミディアムナンバーで、形のないものこそ信じ抜いて守っていくべき大切なものをテーマとしている。
曲の構想は以前より存在していて、アニメのタイアップを依頼されたときに小林が作品に合うと判断したことから完成に至った。制作当初の仮タイトルは「ラスト・ラブ」。作曲を手がけた小林は、アニメのエンディング曲には、毎週の物語をちゃんと締めくくる大事な役割があるので、毎回蓋をギュッと閉めることができるような強い曲を目指して作り始めましたアニメ作品に対して曲はあまり長くあるべきではないと僕は考えているので。だからパンチ力はあるんだけど、綺麗にお片付けして帰って行く、みたいなイメージで作りましたと語っている。
作詞を手がけた長屋は、楽曲を通して伝えたかったこととして「目に見えないもの」を挙げていて、歌詞について運命とか、絆とか、みんな口ではパッと言えてしまうけど、その実態はわからず、存在するかどうかさえわからないもの。そういうものこそ大事にできたらいいし、それを信じることができれば、本物になる。そういうことを考えながら書いた歌詞ですと説明している。

### LADYBUG
「LADYBUG」は、テレビ朝日系『サタデーステーション』『サンデーステーション』共通オープニングテーマとして制作された楽曲。歌詞はテーマソングを依頼されてから書いたもので、「明日へのリブート」というフレーズは番組側が用意したテーマの1つ。楽曲中ではアレンジャーの横山裕章のアイデアにより、アコーディオンが使用されている。
タイトルの「LADYBUG」は、「てんとう虫」の意を持つ英単語。かねてより生き物が好きな長屋は、てんとう虫に強い興味を持っていた時期があり、てんとう虫について歌詞を書きたかったことを明かしている。その理由としててんとう虫は習性的に絶対に上にしか登らなくて、絶対に下っていくことがない。空に登っていくから「てんとう虫」と名付けられたらしいんです。その名前の由来がすごく素敵だなと思っていて。その「てんとう虫」というモチーフが、壱誓の作った曲調と合うような気がしたんですよねと説明している。
2020年11月13日にYouTubeチャンネル「THE FIRST TAKE」でプレミア公開された『THE FIRST TAKE FES vol.2 supported by BRAVIA』で、「Mela!」と共に披露された。

### Copy
「Copy」は、3年前から存在していた楽曲で、長屋は自分としてはストレートだけどストレートじゃない曲を書きたくて作りましたと語っている。歌詞について長屋は恋愛中の、“どうしてもこうなっちゃう感覚”が愛おしいなと思いながら書いたとし、リスナーの近くにいきたかった曲なんです。本質はDメロに込めたので、そこもしっかり聴いてほしいなと思いますと語っている。
peppeはこの楽曲を一番好きな楽曲として挙げている。
2020年12月17日に放送された『UPBEAT!』でフルサイズが初オンエアされ、その後FM802『UPBEAT!』「じっくりコトコト こんがりパン Foo! Foo! Foo!」CMソングとして使用された。

## ミュージック・ビデオ
「結証」のミュージック・ビデオは、渡邉直が監督を務めた。バンド初のドラマ仕立ての内容となっており、楽曲に込められたメッセージを老夫婦を主人公としたストーリーで表現している。メンバーの出演はなく、俳優に出演してもらうという形がとられており、老夫婦役として大槻修治と加藤美智子が出演している。
ミュージック・ビデオは、2021年1月30日に公式YouTubeチャンネルで公開された。

## 評価
『ROCKIN'ON JAPAN』の長瀬昇は、楽曲についてドラマティックなメロディとアレンジの妙が冴えるバラードと評している。また、シングルについてプロフェッショナルなポップソング集と称し、3曲ながらミニアルバムのような満足感がある本作。バンド、編曲家、スタッフとチーム全体で丹念に煮詰めたことが窺える堂々たる完成度の高さからすれば、3曲すべてにタイアップが付いているのも自然なことだと思える更なるブレイクスルーに確実に手を掛けつつ、並行して彼らが果てなく険しきポップ・マエストロへの道に足を踏み出していることを感じさせる、充実の3rdシングルであると評している。
『Skream!』の吉羽さおりは、強さの中に憂いや感情の機微を湛えている長屋晴子の歌と、ドラマチックに高揚していくサウンドに心掴まれる曲とし、全体的に瀟洒なストリングス・アレンジが施されているが、ピアノ、ギター、ベースは、アクセントのあるフレーズや音作りを生かした構築的なバンド・サウンドとなっていて、曲をタフにしていると評している。

## シングル収録曲
| #         | タイトル                   | 作詞      | 作曲      | 編曲                     | 時間  |
| --------- | -------------------------- | --------- | --------- | ------------------------ | ----- |
| 1.        | 「結証」                   | 長屋晴子  | 小林壱誓  | soundbreakers 緑黄色社会 | 3:56  |
| 2.        | 「LADYBUG」                | 長屋晴子  | 小林壱誓  | 横山裕章 緑黄色社会      | 3:55  |
| 3.        | 「Copy」                   | 長屋晴子  | 長屋晴子  | soundbreakers 緑黄色社会 | 4:36  |
| 4.        | 「結証 (Instrumental)」    |           |           |                          | 3:55  |
| 5.        | 「LADYBUG (Instrumental)」 |           |           |                          | 3:53  |
| 6.        | 「Copy (Instrumental)」    |           |           |                          | 4:32  |
| 合計時間: | 合計時間:                  | 合計時間: | 合計時間: | 合計時間:                | 24:47 |

| 全作詞: 長屋晴子。 |                   |           |           |                          |      |
| #                  | タイトル          | 作詞      | 作曲      | 編曲                     | 時間 |
| 1.                 | 「結証」          | 長屋晴子  | 小林壱誓  | soundbreakers 緑黄色社会 | 3:56 |
| 2.                 | 「LADYBUG」       | 長屋晴子  | 小林壱誓  | 横山裕章 緑黄色社会      | 3:55 |
| 3.                 | 「Copy」          | 長屋晴子  | 長屋晴子  | soundbreakers 緑黄色社会 | 4:36 |
| 4.                 | 「結証」(TV Edit) | 長屋晴子  | 小林壱誓  | soundbreakers 緑黄色社会 | 1:33 |
| 合計時間:          | 合計時間:         | 合計時間: | 合計時間: | 14:00                    |      |

| #   | タイトル            | 作詞 | 作曲・編曲 |
| --- | ------------------- | ---- | ---------- |
| 1.  | 「SINGALONG」       |      |            |
| 2.  | 「sabotage」        |      |            |
| 3.  | 「スカーレット」    |      |            |
| 4.  | 「逆転」            |      |            |
| 5.  | 「想い人」          |      |            |
| 6.  | 「inori」           |      |            |
| 7.  | 「Bitter」          |      |            |
| 8.  | 「一歩」            |      |            |
| 9.  | 「冬の朝」          |      |            |
| 10. | 「サボテン」        |      |            |
| 11. | 「夏を生きる」      |      |            |
| 12. | 「にちようび」      |      |            |
| 13. | 「Alice」           |      |            |
| 14. | 「Brand New World」 |      |            |
| 15. | 「あのころ見た光」  |      |            |
| 16. | 「Mela!」           |      |            |
| 17. | 「始まりの歌」      |      |            |
| 18. | 「Shout Baby」      |      |            |
| 19. | 「愛のかたち」      |      |            |

| #  | タイトル                                                           | 作詞 | 作曲・編曲 |
| -- | ------------------------------------------------------------------ | ---- | ---------- |
| 1. | 「テレビアニメ『半妖の夜叉姫』ノンクレジットエンディングムービー」 |      |            |

## クレジット
※出典
緑黄色社会
- 長屋晴子 – Vocal & Guitar
- 小林壱誓 – Guitars & Chorus
- peppe – Keyboards & Chorus
- 穴見真吾 – Bass, Charango（#2） & Chorus

追加ミュージシャン
- 比田井修 – Drums（#1,2）
- 森瑞希 – Drums（#3）
- 吉田宇宙ストリングス – Strings（#1,3）
- soundbreakers – Programming（#1,3）
- 横山裕章 （agehasprings） – Programming, Accordion, Shaker（#2）

レコーディング・スタッフ
- 村上宣之 – Recording, Mixing, Mastering
- 福井匠 – Assistant Engineer
- 川島尚己 – Assistant Engineer
- 齊藤雄希 – Assistant Engineer
- 齋田崇 – Assistant Engineer

## チャート成績
| チャート (2021年)                         | 最高位 |
| ----------------------------------------- | ------ |
| Japan Download Songs (Billboard JAPAN)    | 78     |
| Japan Top Singles Sales (Billboard JAPAN) | 14     |
| 日本 (オリコン)                           | 15     |
| 日本 (オリコンアニメシングル)             | 8      |

| チャート (2021年)                      | 最高位 |
| -------------------------------------- | ------ |
| Japan Download Songs (Billboard JAPAN) | 94     |

## 発売日一覧
| 国/地域 | 発売日        | レーベル           | 規格       | 規格品番      | 備考           |
| ------- | ------------- | ------------------ | ---------- | ------------- | -------------- |
| 全国    | 2021年1月16日 | Epic Records Japan | 音楽配信   | ESXX02351B00Z | 先行配信       |
| 全国    | 2021年2月3日  | Epic Records Japan | 音楽配信   | ESCL05482B00Z |                |
| 日本    | 2021年2月3日  | Epic Records Japan | CD+Blu-ray | ESCL-5480/1   | 初回生産限定盤 |
| 日本    | 2021年2月3日  | Epic Records Japan | CD         | ESCL-5482     | 通常盤         |